# Oriánica Velásquez
Oriánica Velásquez, née le 1er août 1989 à Villanueva (Colombie), est une footballeuse internationale colombienne qui évolue au poste d'attaquant.
Elle participe à deux reprises à la Coupe du monde féminine, en 2011 et 2015. Elle dispute également les Jeux olympiques d'été de 2012 et 2016.